# Suore francescane dell'Immacolata Concezione della Beata Vergine Maria (Olomouc)
Le Suore Francescane dell'Immacolata Concezione della Beata Vergine Maria (in ceco Sestry Neposkvrněného Početí Panny Marie III. řádu sv. Františka z Assisi) sono un istituto religioso femminile di diritto pontificio.

## Storia
La congregazione sorse nel 1856 a opera del vescovo ausiliare di Olomouc, Rudolf von Thysebaert, mediante la fusione di due più antiche comunità: quella di Moravská Třebová, fondata nel 1846 da Romana Marschner, e quella di Přerov, fondata da Markéta Bezlojová e Giacinta Březinová.
L'istituto ricevette il pontificio decreto di lode il 14 luglio 1915 e il 12 luglio 1916 la congregazione fu aggregata all'ordine dei frati minori.

## Attività e diffusione
Le suore si dedicano all'apostolato educativo e sociale presso la gioventù femminile, specialmente dei ceti più umili.
Oltre che in Repubblica Ceca, le suore sono presenti in Estonia, Germania e Slovacchia; la sede generalizia è a Olomouc.
Alla fine del 2015 l'istituto contava 25 religiose in 7 case.